# Tijago Mendes
Tijago Kardozo Mendes je bivši fudbalski reprezentativac Portugala koji je nastupao za mnogobrojne klubove među kojima su portugalski prvoligaši Braga i Benfika, engleski Čelsi, francuski Olimpik Lion, italijanski Juventus i španski Atletiko Madrid u kojem je ostavio najveći trag i sa kojim je i postigao najbolje rezultate. Po završetku igračke karijere Tijago je postao jedan od pomoćnika trenera Atletiko Madrida Dijega Simeonea.

## Biografija
Tijago je rođen u Vijani do Kastelo. Kao mlad igrač igrao je za Vianense Ancora Praia i Bragu. Kasnije je prešao u Benfiku, a kasnije i za Čelsi 30. jula 2004. godine za 15 miliona evra, a debitovao je 24. avgusta protiv Kristal palasa. Avgusta 2005. godine prešao je za Lion za 10,1 miliona evra. Sa Lionom Tiago je stigao do četvrfinala Lige Šampiona. Dana 17. Juna 2007. godine Tiago je prešao da igra za Juventus. Za Juventus je Tiago igrao 2011. godine i onda je prešao u Atletiko Madrid. Prvi gol za Atletiko Madrid Tiago je dao protiv Selte Vigo u Kupu Španije. Tiago se 28. novembra povredio protiv Espanjola i nije igrao do kraja sezone. Za reprezentaciju Portugala debitovao je 2002. godine protiv Škotske. Dao je tri gola u reprezentaciji Portugala, prvi na kvalifikacijama za Euro 2008 protiv reprezentacije Srbije na Marakani.

## Najveći uspesi

### Klupski
Benfika
- Kup Portugala (1) : 2003/04.

Čelsi
- Premijer liga (1) : 2004/05.
- Engleski Liga kup (1) : 2004/05.
- FA Komjuniti šild (1) : 2005.

Olimpik Lion
- Prvenstvo Francuske (2) : 2005/06, 2006/07.
- Superkup Francuske (2) : 2005, 2006.
- Liga kup Francuske : finale 2006/07.

Atletiko Madrid
- Prvenstvo Španije (1) : 2013/14.
- Kup Španije (1) : 2012/13.
- Superkup Španije (1) : 2014.
- Liga šampiona : finale 2013/14. i 2015/16.
- Liga Evrope (1) : 2011/12.
- UEFA superkup (2) : 2010, 2012.

### Reprezentativni
Portugalija
- Evropsko prvenstvo : finale 2004.

## Spoljašnje veze
- Tijago Mendes na veb-sajtu Transfermarkt (jezik: engleski)
- Tijago Mendes na veb-sajtu  (jezik: engleski)
- Tijago Mendes na veb-sajtu  (jezik: engleski)